# Volta a l'Algarve 2018
La Volta a l'Algarve 2018 fou la 44a edició de la Volta a l'Algarve. La cursa es disputà entre el 14 i el 18 de febrer de 2018, amb un recorregut de 773,4 km repartits entre un cinc etapes, una d'elles contrarellotge individual. La cursa formà part de l'UCI Europa Tour 2018, en la categoria 2.HC.
El vencedor final fou el polonès Michał Kwiatkowski (Team Sky), amb més d'un minut i mig sobre el seu company d'equip Geraint Thomas i més de dos sobre Tejay van Garderen (BMC Racing Team). Kwiatkowski aconseguí la victòria final en la darrera etapa, quan recuperà els 19" perduts que tenia respecte el seu company d'equip Thomas.

## Equips
L'organització convidà a 24 equips a prendre part en aquesta cursa.
| WorldTeams (13)- BMC Racing Team - Bora-Hansgrohe - Lotto Soudal - Lotto NL-Jumbo - Quick-Step Floors - Dimension Data - Katusha-Alpecin - Team Sunweb - UAE Team Emirates - FDJ - Trek-Segafredo - Sky - Movistar Team Equips continentals professionals (3)- Cofidis, Solutions Crédits - Wanty-Groupe Gobert - Caja Rural-Seguros RGA Equips continentals (9)- Efapel - LA Alumínios-Metalusa - Liberty Seguros-Carglass - Miranda-Mortágua - Aviludo-Louletano - RP-Boavista - Vito-Feirense-BlackJack - Sporting-Tavira - W52-FC Porto |
| |

## Etapes
| Etapa    | Data      | Ciutats d'etapa       | type                      | Distància (km) | Vencedor de l'etapa | Líder de la general |
| -------- | --------- | --------------------- | ------------------------- | -------------- | ------------------- | ------------------- |
| 1a etapa | 14 de feb | Albufeira – Lagos     | etapa plana               | 192,6          | Dylan Groenewegen   | Dylan Groenewegen   |
| 2a etapa | 15 de feb | Sagres – Fóia         | etapa de muntanya         | 187,9          | Michał Kwiatkowski  | Geraint Thomas      |
| 3a etapa | 16 de feb | Lagoa – Lagoa         | contrarellotge individual | 20,3           | Geraint Thomas      | Geraint Thomas      |
| 4a etapa | 17 de feb | Almodôvar – Tavira    | etapa plana               | 199,2          | Dylan Groenewegen   | Geraint Thomas      |
| 5a etapa | 18 de feb | Faro – Alto do Malhão | etapa de mitja muntanya   | 173,5          | Michał Kwiatkowski  | Michał Kwiatkowski  |

### Etapa 1
| \| Classificació de l'etapa \| Classificació de l'etapa \| Classificació de l'etapa \| Classificació de l'etapa \| Classificació de l'etapa \| \| Corredor \| Corredor \| Equip \| Temps \| \| \| ------------------------ \| ------------------------ \| -------------------------- \| ------------------------ \| ------------------------ \| \| 1r \| Dylan Groenewegen \| LottoNL-Jumbo \| 4h 47' 58" \| \| \| 2n \| Arnaud Démare \| FDJ \| + 0" \| \| \| 3r \| Hugo Hofstetter \| Cofidis, Solutions Crédits \| + 0" \| \| \| 4t \| Timothy Dupont \| Wanty-Groupe Gobert \| + 0" \| \| \| 5è \| Jürgen Roelandts \| BMC Racing Team \| + 0" \| \| \| 6è \| John Degenkolb \| Trek-Segafredo \| + 0" \| \| \| 7è \| Jens Keukeleire \| Lotto-Soudal \| + 0" \| \| \| 8è \| Matteo Pelucchi \| Bora-Hansgrohe \| + 0" \| \| \| 9è \| Yves Lampaert \| Quick-Step Floors \| + 0" \| \| \| 10è \| Luís Mendonça \| Aviludo-Louletano-Uli \| + 0" \| \| |                   |                            |            |
| |                   |                            |            |
| |                   |                            |            |
| Classificació de l'etapa |                   |                            |            |
| Corredor | Corredor          | Equip                      | Temps      |
| 1r | Dylan Groenewegen | LottoNL-Jumbo              | 4h 47' 58" |
| 2n | Arnaud Démare     | FDJ                        | + 0"       |
| 3r | Hugo Hofstetter   | Cofidis, Solutions Crédits | + 0"       |
| 4t | Timothy Dupont    | Wanty-Groupe Gobert        | + 0"       |
| 5è | Jürgen Roelandts  | BMC Racing Team            | + 0"       |
| 6è | John Degenkolb    | Trek-Segafredo             | + 0"       |
| 7è | Jens Keukeleire   | Lotto-Soudal               | + 0"       |
| 8è | Matteo Pelucchi   | Bora-Hansgrohe             | + 0"       |
| 9è | Yves Lampaert     | Quick-Step Floors          | + 0"       |
| 10è | Luís Mendonça     | Aviludo-Louletano-Uli      | + 0"       |

| \| Classificació general \| Classificació general \| Classificació general \| Classificació general \| Classificació general \| \| Corredor \| Corredor \| Equip \| Temps \| \| \| --------------------- \| --------------------- \| -------------------------- \| --------------------- \| --------------------- \| \| 1r \| Dylan Groenewegen \| LottoNL-Jumbo \| 4h 47' 58" \| \| \| 2n \| Arnaud Démare \| FDJ \| + 0" \| \| \| 3r \| Hugo Hofstetter \| Cofidis, Solutions Crédits \| + 0" \| \| \| 4t \| Timothy Dupont \| Wanty-Groupe Gobert \| + 0" \| \| \| 5è \| Jürgen Roelandts \| BMC Racing Team \| + 0" \| \| \| 6è \| John Degenkolb \| Trek-Segafredo \| + 0" \| \| \| 7è \| Jens Keukeleire \| Lotto-Soudal \| + 0" \| \| \| 8è \| Matteo Pelucchi \| Bora-Hansgrohe \| + 0" \| \| \| 9è \| Yves Lampaert \| Quick-Step Floors \| + 0" \| \| \| 10è \| Luís Mendonça \| Aviludo-Louletano-Uli \| + 0" \| \| |                   |                            |            |
| |                   |                            |            |
| |                   |                            |            |
| Classificació general |                   |                            |            |
| Corredor | Corredor          | Equip                      | Temps      |
| 1r | Dylan Groenewegen | LottoNL-Jumbo              | 4h 47' 58" |
| 2n | Arnaud Démare     | FDJ                        | + 0"       |
| 3r | Hugo Hofstetter   | Cofidis, Solutions Crédits | + 0"       |
| 4t | Timothy Dupont    | Wanty-Groupe Gobert        | + 0"       |
| 5è | Jürgen Roelandts  | BMC Racing Team            | + 0"       |
| 6è | John Degenkolb    | Trek-Segafredo             | + 0"       |
| 7è | Jens Keukeleire   | Lotto-Soudal               | + 0"       |
| 8è | Matteo Pelucchi   | Bora-Hansgrohe             | + 0"       |
| 9è | Yves Lampaert     | Quick-Step Floors          | + 0"       |
| 10è | Luís Mendonça     | Aviludo-Louletano-Uli      | + 0"       |

### Etapa 2
| \| Classificació de l'etapa \| Classificació de l'etapa \| Classificació de l'etapa \| Classificació de l'etapa \| Classificació de l'etapa \| \| Corredor \| Corredor \| Equip \| Temps \| \| \| ------------------------ \| ------------------------------ \| ------------------------ \| ------------------------ \| ------------------------ \| \| 1r \| Michał Kwiatkowski \| Team Sky \| 4h 49' 51" \| \| \| 2n \| Bauke Mollema \| Trek-Segafredo \| + 0" \| \| \| 3r \| Geraint Thomas \| Team Sky \| + 0" \| \| \| 4t \| Daniel Martin \| UAE Team Emirates \| + 0" \| \| \| 5è \| Jaime Rosón García \| Movistar Team \| + 0" \| \| \| 6è \| Patrick Konrad \| Bora-Hansgrohe \| + 3" \| \| \| 7è \| Bob Jungels \| Quick-Step Floors \| + 3" \| \| \| 8è \| Pieter Serry \| Quick-Step Floors \| + 3" \| \| \| 9è \| Vicente García de Mateos Rubio \| Aviludo-Louletano-Uli \| + 3" \| \| \| 10è \| Richie Porte \| BMC Racing Team \| + 3" \| \| |                                |                       |            |
| |                                |                       |            |
| |                                |                       |            |
| Classificació de l'etapa |                                |                       |            |
| Corredor | Corredor                       | Equip                 | Temps      |
| 1r | Michał Kwiatkowski             | Team Sky              | 4h 49' 51" |
| 2n | Bauke Mollema                  | Trek-Segafredo        | + 0"       |
| 3r | Geraint Thomas                 | Team Sky              | + 0"       |
| 4t | Daniel Martin                  | UAE Team Emirates     | + 0"       |
| 5è | Jaime Rosón García             | Movistar Team         | + 0"       |
| 6è | Patrick Konrad                 | Bora-Hansgrohe        | + 3"       |
| 7è | Bob Jungels                    | Quick-Step Floors     | + 3"       |
| 8è | Pieter Serry                   | Quick-Step Floors     | + 3"       |
| 9è | Vicente García de Mateos Rubio | Aviludo-Louletano-Uli | + 3"       |
| 10è | Richie Porte                   | BMC Racing Team       | + 3"       |

| \| Classificació general \| Classificació general \| Classificació general \| Classificació general \| Classificació general \| \| Corredor \| Corredor \| Equip \| Temps \| \| \| --------------------- \| ------------------------------ \| --------------------- \| --------------------- \| --------------------- \| \| 1r \| Geraint Thomas \| Team Sky \| 9h 37' 49" \| \| \| 2n \| Jaime Rosón García \| Movistar Team \| + 0" \| \| \| 3r \| Michał Kwiatkowski \| Team Sky \| + 0" \| \| \| 4t \| Daniel Martin \| UAE Team Emirates \| + 0" \| \| \| 5è \| Bauke Mollema \| Trek-Segafredo \| + 0" \| \| \| 6è \| Patrick Konrad \| Bora-Hansgrohe \| + 3" \| \| \| 7è \| Bob Jungels \| Quick-Step Floors \| + 3" \| \| \| 8è \| Pieter Serry \| Quick-Step Floors \| + 3" \| \| \| 9è \| Vicente García de Mateos Rubio \| Aviludo-Louletano-Uli \| + 3" \| \| \| 10è \| Louis Meintjes \| Dimension Data \| + 3" \| \| |                                |                       |            |
| |                                |                       |            |
| |                                |                       |            |
| Classificació general |                                |                       |            |
| Corredor | Corredor                       | Equip                 | Temps      |
| 1r | Geraint Thomas                 | Team Sky              | 9h 37' 49" |
| 2n | Jaime Rosón García             | Movistar Team         | + 0"       |
| 3r | Michał Kwiatkowski             | Team Sky              | + 0"       |
| 4t | Daniel Martin                  | UAE Team Emirates     | + 0"       |
| 5è | Bauke Mollema                  | Trek-Segafredo        | + 0"       |
| 6è | Patrick Konrad                 | Bora-Hansgrohe        | + 3"       |
| 7è | Bob Jungels                    | Quick-Step Floors     | + 3"       |
| 8è | Pieter Serry                   | Quick-Step Floors     | + 3"       |
| 9è | Vicente García de Mateos Rubio | Aviludo-Louletano-Uli | + 3"       |
| 10è | Louis Meintjes                 | Dimension Data        | + 3"       |

### Etapa 3
| \| Classificació de l'etapa \| Classificació de l'etapa \| Classificació de l'etapa \| Classificació de l'etapa \| Classificació de l'etapa \| \| Corredor \| Corredor \| Equip \| Temps \| \| \| ------------------------ \| ------------------------ \| ------------------------ \| ------------------------ \| ------------------------ \| \| 1r \| Geraint Thomas \| Team Sky \| 24' 09" \| \| \| 2n \| Victor Campenaerts \| Lotto-Soudal \| + 11" \| \| \| 3r \| Stefan Küng \| BMC Racing Team \| + 19" \| \| \| 4t \| Michał Kwiatkowski \| Team Sky \| + 22" \| \| \| 5è \| Nélson Oliveira \| Movistar Team \| + 22" \| \| \| 6è \| Tony Martin \| Katusha-Alpecin \| + 27" \| \| \| 7è \| Tejay van Garderen \| BMC Racing Team \| + 47" \| \| \| 8è \| Bob Jungels \| Quick-Step Floors \| + 49" \| \| \| 9è \| Vassil Kirienka \| Team Sky \| + 50" \| \| \| 10è \| Łukasz Wiśniowski \| Team Sky \| + 51" \| \| |                    |                   |         |
| |                    |                   |         |
| |                    |                   |         |
| Classificació de l'etapa |                    |                   |         |
| Corredor | Corredor           | Equip             | Temps   |
| 1r | Geraint Thomas     | Team Sky          | 24' 09" |
| 2n | Victor Campenaerts | Lotto-Soudal      | + 11"   |
| 3r | Stefan Küng        | BMC Racing Team   | + 19"   |
| 4t | Michał Kwiatkowski | Team Sky          | + 22"   |
| 5è | Nélson Oliveira    | Movistar Team     | + 22"   |
| 6è | Tony Martin        | Katusha-Alpecin   | + 27"   |
| 7è | Tejay van Garderen | BMC Racing Team   | + 47"   |
| 8è | Bob Jungels        | Quick-Step Floors | + 49"   |
| 9è | Vassil Kirienka    | Team Sky          | + 50"   |
| 10è | Łukasz Wiśniowski  | Team Sky          | + 51"   |

| \| Classificació general \| Classificació general \| Classificació general \| Classificació general \| Classificació general \| \| Corredor \| Corredor \| Equip \| Temps \| \| \| --------------------- \| --------------------- \| --------------------- \| --------------------- \| --------------------- \| \| 1r \| Geraint Thomas \| Team Sky \| 10h 01' 58" \| \| \| 2n \| Michał Kwiatkowski \| Team Sky \| + 22" \| \| \| 3r \| Nélson Oliveira \| Movistar Team \| + 32" \| \| \| 4t \| Bob Jungels \| Quick-Step Floors \| + 52" \| \| \| 5è \| Tejay van Garderen \| BMC Racing Team \| + 53" \| \| \| 6è \| Bauke Mollema \| Trek-Segafredo \| + 1' 01" \| \| \| 7è \| Jaime Rosón García \| Movistar Team \| + 1' 18" \| \| \| 8è \| Maximilian Schachmann \| Quick-Step Floors \| + 1' 19" \| \| \| 9è \| Felix Großschartner \| Bora-Hansgrohe \| + 1' 20" \| \| \| 10è \| Vassil Kirienka \| Team Sky \| + 1' 24" \| \| |                       |                   |             |
| |                       |                   |             |
| |                       |                   |             |
| Classificació general |                       |                   |             |
| Corredor | Corredor              | Equip             | Temps       |
| 1r | Geraint Thomas        | Team Sky          | 10h 01' 58" |
| 2n | Michał Kwiatkowski    | Team Sky          | + 22"       |
| 3r | Nélson Oliveira       | Movistar Team     | + 32"       |
| 4t | Bob Jungels           | Quick-Step Floors | + 52"       |
| 5è | Tejay van Garderen    | BMC Racing Team   | + 53"       |
| 6è | Bauke Mollema         | Trek-Segafredo    | + 1' 01"    |
| 7è | Jaime Rosón García    | Movistar Team     | + 1' 18"    |
| 8è | Maximilian Schachmann | Quick-Step Floors | + 1' 19"    |
| 9è | Felix Großschartner   | Bora-Hansgrohe    | + 1' 20"    |
| 10è | Vassil Kirienka       | Team Sky          | + 1' 24"    |

### Etapa 4
| \| Classificació de l'etapa \| Classificació de l'etapa \| Classificació de l'etapa \| Classificació de l'etapa \| Classificació de l'etapa \| \| Corredor \| Corredor \| Equip \| Temps \| \| \| ------------------------ \| ------------------------ \| -------------------------- \| ------------------------ \| ------------------------ \| \| 1r \| Dylan Groenewegen \| LottoNL-Jumbo \| 4h 33' 49" \| \| \| 2n \| Matteo Pelucchi \| Bora-Hansgrohe \| + 0" \| \| \| 3r \| John Degenkolb \| Trek-Segafredo \| + 0" \| \| \| 4t \| Florian Sénéchal \| Quick-Step Floors \| + 0" \| \| \| 5è \| Jürgen Roelandts \| BMC Racing Team \| + 0" \| \| \| 6è \| Timothy Dupont \| Wanty-Groupe Gobert \| + 0" \| \| \| 7è \| Hugo Hofstetter \| Cofidis, Solutions Crédits \| + 0" \| \| \| 8è \| Jasper De Buyst \| Lotto-Soudal \| + 0" \| \| \| 9è \| Loïc Vliegen \| BMC Racing Team \| + 0" \| \| \| 10è \| Michał Kwiatkowski \| Team Sky \| + 0" \| \| |                    |                            |            |
| |                    |                            |            |
| |                    |                            |            |
| Classificació de l'etapa |                    |                            |            |
| Corredor | Corredor           | Equip                      | Temps      |
| 1r | Dylan Groenewegen  | LottoNL-Jumbo              | 4h 33' 49" |
| 2n | Matteo Pelucchi    | Bora-Hansgrohe             | + 0"       |
| 3r | John Degenkolb     | Trek-Segafredo             | + 0"       |
| 4t | Florian Sénéchal   | Quick-Step Floors          | + 0"       |
| 5è | Jürgen Roelandts   | BMC Racing Team            | + 0"       |
| 6è | Timothy Dupont     | Wanty-Groupe Gobert        | + 0"       |
| 7è | Hugo Hofstetter    | Cofidis, Solutions Crédits | + 0"       |
| 8è | Jasper De Buyst    | Lotto-Soudal               | + 0"       |
| 9è | Loïc Vliegen       | BMC Racing Team            | + 0"       |
| 10è | Michał Kwiatkowski | Team Sky                   | + 0"       |

| \| Classificació general \| Classificació general \| Classificació general \| Classificació general \| Classificació general \| \| Corredor \| Corredor \| Equip \| Temps \| \| \| --------------------- \| --------------------- \| --------------------- \| --------------------- \| --------------------- \| \| 1r \| Geraint Thomas \| Team Sky \| 14h 35' 50" \| \| \| 2n \| Michał Kwiatkowski \| Team Sky \| + 19" \| \| \| 3r \| Nélson Oliveira \| Movistar Team \| + 32" \| \| \| 4t \| Bob Jungels \| Quick-Step Floors \| + 52" \| \| \| 5è \| Tejay van Garderen \| BMC Racing Team \| + 53" \| \| \| 6è \| Bauke Mollema \| Trek-Segafredo \| + 1' 01" \| \| \| 7è \| Jaime Rosón García \| Movistar Team \| + 1' 18" \| \| \| 8è \| Maximilian Schachmann \| Quick-Step Floors \| + 1' 19" \| \| \| 9è \| Felix Großschartner \| Bora-Hansgrohe \| + 1' 20" \| \| \| 10è \| Vassil Kirienka \| Team Sky \| + 1' 24" \| \| |                       |                   |             |
| |                       |                   |             |
| |                       |                   |             |
| Classificació general |                       |                   |             |
| Corredor | Corredor              | Equip             | Temps       |
| 1r | Geraint Thomas        | Team Sky          | 14h 35' 50" |
| 2n | Michał Kwiatkowski    | Team Sky          | + 19"       |
| 3r | Nélson Oliveira       | Movistar Team     | + 32"       |
| 4t | Bob Jungels           | Quick-Step Floors | + 52"       |
| 5è | Tejay van Garderen    | BMC Racing Team   | + 53"       |
| 6è | Bauke Mollema         | Trek-Segafredo    | + 1' 01"    |
| 7è | Jaime Rosón García    | Movistar Team     | + 1' 18"    |
| 8è | Maximilian Schachmann | Quick-Step Floors | + 1' 19"    |
| 9è | Felix Großschartner   | Bora-Hansgrohe    | + 1' 20"    |
| 10è | Vassil Kirienka       | Team Sky          | + 1' 24"    |

### Etapa 5
| \| Classificació de l'etapa \| Classificació de l'etapa \| Classificació de l'etapa \| Classificació de l'etapa \| Classificació de l'etapa \| \| Corredor \| Corredor \| Equip \| Temps \| \| \| ------------------------ \| ------------------------ \| ------------------------ \| ------------------------ \| ------------------------ \| \| 1r \| Michał Kwiatkowski \| Team Sky \| 4h 18' 02" \| \| \| 2n \| Ruben Guerreiro \| Trek-Segafredo \| + 4" \| \| \| 3r \| Serge Pauwels \| Dimension Data \| + 8" \| \| \| 4t \| Stefan Küng \| BMC Racing Team \| + 13" \| \| \| 5è \| Cesare Benedetti \| Bora-Hansgrohe \| + 15" \| \| \| 6è \| Dion Smith \| Wanty-Groupe Gobert \| + 17" \| \| \| 7è \| Simon Geschke \| Team Sunweb \| + 17" \| \| \| 8è \| Julen Amézqueta Moreno \| Caja Rural-Seguros RGA \| + 23" \| \| \| 9è \| Ben Swift \| UAE Team Emirates \| + 29" \| \| \| 10è \| Frederik Backaert \| Wanty-Groupe Gobert \| + 35" \| \| |                        |                        |            |
| |                        |                        |            |
| |                        |                        |            |
| Classificació de l'etapa |                        |                        |            |
| Corredor | Corredor               | Equip                  | Temps      |
| 1r | Michał Kwiatkowski     | Team Sky               | 4h 18' 02" |
| 2n | Ruben Guerreiro        | Trek-Segafredo         | + 4"       |
| 3r | Serge Pauwels          | Dimension Data         | + 8"       |
| 4t | Stefan Küng            | BMC Racing Team        | + 13"      |
| 5è | Cesare Benedetti       | Bora-Hansgrohe         | + 15"      |
| 6è | Dion Smith             | Wanty-Groupe Gobert    | + 17"      |
| 7è | Simon Geschke          | Team Sunweb            | + 17"      |
| 8è | Julen Amézqueta Moreno | Caja Rural-Seguros RGA | + 23"      |
| 9è | Ben Swift              | UAE Team Emirates      | + 29"      |
| 10è | Frederik Backaert      | Wanty-Groupe Gobert    | + 35"      |

## Classificació final
| \| Classificació general \| Classificació general \| Classificació general \| Classificació general \| Classificació general \| \| Corredor \| Corredor \| Equip \| Temps \| \| \| --------------------- \| --------------------- \| --------------------- \| --------------------- \| --------------------- \| \| 1r \| Michał Kwiatkowski \| Team Sky \| 18h 54' 11" \| \| \| 2n \| Geraint Thomas \| Team Sky \| + 1' 31" \| \| \| 3r \| Tejay van Garderen \| BMC Racing Team \| + 2' 16" \| \| \| 4t \| Bauke Mollema \| Trek-Segafredo \| + 2' 22" \| \| \| 5è \| Bob Jungels \| Quick-Step Floors \| + 2' 33" \| \| \| 6è \| Jaime Rosón García \| Movistar Team \| + 2' 49" \| \| \| 7è \| Maximilian Schachmann \| Quick-Step Floors \| + 2' 50" \| \| \| 8è \| Serge Pauwels \| Dimension Data \| + 2' 50" \| \| \| 9è \| Felix Großschartner \| Bora-Hansgrohe \| + 2' 51" \| \| \| 10è \| Nélson Oliveira \| Movistar Team \| + 2' 54" \| \| |                       |                   |             |
| |                       |                   |             |
| Font: ProCyclingStats |                       |                   |             |
| Classificació general |                       |                   |             |
| Corredor | Corredor              | Equip             | Temps       |
| 1r | Michał Kwiatkowski    | Team Sky          | 18h 54' 11" |
| 2n | Geraint Thomas        | Team Sky          | + 1' 31"    |
| 3r | Tejay van Garderen    | BMC Racing Team   | + 2' 16"    |
| 4t | Bauke Mollema         | Trek-Segafredo    | + 2' 22"    |
| 5è | Bob Jungels           | Quick-Step Floors | + 2' 33"    |
| 6è | Jaime Rosón García    | Movistar Team     | + 2' 49"    |
| 7è | Maximilian Schachmann | Quick-Step Floors | + 2' 50"    |
| 8è | Serge Pauwels         | Dimension Data    | + 2' 50"    |
| 9è | Felix Großschartner   | Bora-Hansgrohe    | + 2' 51"    |
| 10è | Nélson Oliveira       | Movistar Team     | + 2' 54"    |

## Evolució de les classificacions
| Etapa | Vencedor           | Classificació general | Classificació de la muntanya | Classificació per punts | Classificació dels joves | Classificació per equips |
| ----- | ------------------ | --------------------- | ---------------------------- | ----------------------- | ------------------------ | ------------------------ |
| 1     | Dylan Groenewegen  | Dylan Groenewegen     | Joao Rodrigues               | Dylan Groenewegen       | Sam Oomen                | Quick-Step Floors        |
| 2     | Michał Kwiatkowski | Geraint Thomas        | Benjamin King                | Michał Kwiatkowski      | Sam Oomen                | Quick-Step Floors        |
| 3     | Geraint Thomas     | Geraint Thomas        | Benjamin King                | Michał Kwiatkowski      | Sam Oomen                | Team Sky                 |
| 4     | Dylan Groenewegen  | Geraint Thomas        | Benjamin King                | Dylan Groenewegen       | Sam Oomen                | Team Sky                 |
| 5     | Michał Kwiatkowski | Michał Kwiatkowski    | Benjamin King                | Michał Kwiatkowski      | Sam Oomen                | Team Sky                 |
| Final | Final              | Michał Kwiatkowski    | Benjamin King                | Michał Kwiatkowski      | Sam Oomen                | Team Sky                 |